# Relaciones Bután-México
Las relaciones entre Bután y México son las relaciones internacionales entre el Reino de Bután y los Estados Unidos Mexicanos. Ambas naciones son miembros de las Naciones Unidas.

## Historia
Bután y México no han establecido relaciones diplomáticas. Desde 2012, se realizaron gestiones para acercarse a las autoridades de Bután con el fin de explorar el establecimiento de relaciones diplomáticas. Sin embargo, la política de Bután es la de solo establecer relaciones diplomáticas con aquellos países que proporcionan generosos montos de asistencia al desarrollo.
En noviembre de 2010, el gobierno de Bután envió una delegación de diez miembros para asistir a la Conferencia de las Naciones Unidas sobre el Cambio Climático de 2010 en Cancún, México.
En 2015, la senadora Gabriela Cuevas Barron exhortó al entonces al ejecutivo federal, Enrique Peña Nieto, a entablar relaciones diplomáticas con el Reino de Bután, destacando entre sus puntos el índice de felicidad interna bruta.

## Misiones diplomáticas
- México atiende a sus ciudadanos en Bután a través de la Embajada de México en Nueva Delhi, India.[4]
- Bután no tiene una acreditación para México.